# Zadní Chodov
Zadní Chodov település Csehországban, Tachovi járásban. Zadní Chodov Tři Sekery, Trstěnice, Chodský Újezd, Chodová Planá és Broumov településekkel határos. Lakosainak száma 243 fő (2024. január 1.).

## Népesség
A település lakosságának változását az alábbi diagram mutatja:
| Lakosok száma | 875  | 959  | 924  | 368  | 291  | 242  | 255  | 250  | 221  | 243  |
|               | 1869 | 1900 | 1921 | 1961 | 1980 | 2011 | 2016 | 2019 | 2021 | 2024 |